# IC 2046
IC 2046 ist eine Balken-Spiralgalaxie vom Hubble-Typ SBbc im Sternbild Dorado am Südsternhimmel. Sie ist schätzungsweise 462 Millionen Lichtjahre von der Milchstraße entfernt und hat einen Durchmesser von etwa 110.000 Lj.

Im selben Himmelsareal befindet sich u. a. die Galaxie IC 2044. 
Das Objekt wurde am 7. Dezember 1899 von DeLisle Stewart entdeckt.